# Philip Johan von Strahlenberg
Philip Johan von Strahlenberg, även Stralenberg, före adlandet 1707 Tabbert, född i oktober 1676 i Stralsund i Svenska Pommern, död 2 september 1747 på Fröllinge i Getinge församling, Hallands län, var en svensk officer och kartograf av pommersk härkomst.

## Biografi
von Strahlenberg ingick 1694 i krigstjänst, blev 1701 regementskvartermästare och 1703 kapten vid Södermanlands regemente. Han deltog i striderna vid belägringen av Thorn (1703) och i slagen vid Fraustadt (1706), Holowczyn (1708) och Poltava (1709).

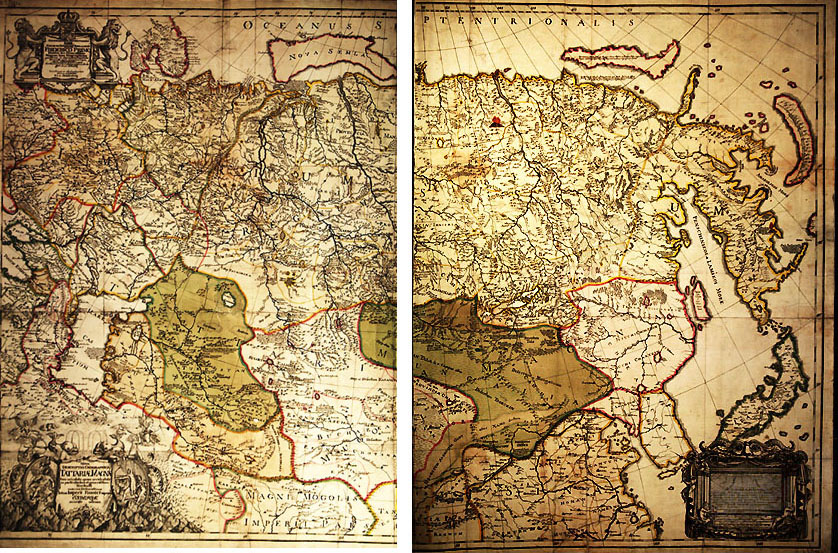
Karta över Ryssland 1725 av Philip Johan von Strahlenberg och Johan Anton von Matérn.

Efter slaget vid Poltava blev han, under försök att finna och rädda sin broder, tillfångatagen och kom som fånge till Sibirien, där han vistades under flera år. Under denna tid företog han flera resor i landet och utarbetade tillsammans med Johan Anton von Matérn över detsamma en karta över Sibirien, som kom i Peter den stores händer och väckte hans synnerliga beundran. De olika platsernas läge på kartan bestämde Strahlenberg dels efter uppmätningar av vägarna, utförda av honom själv och av kamrater, dels genom astronomiska observationer under solförmörkelser. En särskilt viktig ortsbestämning, som han gjort, är av Asiens nordostligaste udde. Om trakterna där erhöll han upplysningar av två svenskar, en korpral och en löjtnant, som Sibiriens guvernör Matvej Gagarin hade skickat dit. Den förre byggde där ett fartyg med vilket han kom över det vatten som nu kallas Berings sund. Återresan tog sex dagar men det är ovisst om han nådde Amerikas kust eller landade på någon av Aleuterna; han kunde dock bevisa att Asien och Amerika inte hängde samman med varandra, ett antagande som man annars anser att först Vitus Bering förvandlat till visshet.
Trots att tsaren själv erbjöd Strahlenberg att i rysk tjänst få överta ledningen av ett lantmäterikontor, så återvände han efter fredsslutet (1721) utarmad och sjuklig till Sverige, där han erhöll överstelöjtnants titel, men med sin gamla kaptensindelning. 1740 förordnades han till kommendant på Karlshamns kastell, och 1746 till major vid Södermanlands regemente.
Efter återkomsten till Stockholm 1730 författade han flera böcker om rysk geografi, speciellt om de asiatiska delarna av Ryssland (Das Nord und Östliche Theil von Europa und Asia, 1730). Dessa innehåller detaljerade upplysningar bl.a. om språken i de östliga delarna av det ryska riket och Strahlenberg räknas som en pionjär inom studiet av dessa språk. Efter hemkomsten till Sverige bosatte han sig på sin brors gods Fröllinge] i Getinge, Halland, och han är begraven på Getinge kyrkogård.

## Postuma uppmärksammanden
- Strahlenbergsgatan i Hammarbyhöjden i Stockholm uppkallades efter honom 1932.
- Stralenberg är en av huvudpersonerna i den ryska romanen "Tobol" av Aleksej Ivanov (2017) och filmatiseringen med samma namn (2018).[10]
- Asteroiden 15766 Strahlenberg[11]

## Verk
- Philip Johan von Strahlenberg. Vorbericht eines zum Druck verfertigten Werckes von der Grossen Tartarey und dem Königreiche Siberien. mit einem Anhang von Groß-Russland. Schneider, Stockholm 1726
- Philip Johan von Strahlenberg. Das Nord- und Östliche Theil von Europa und Asia, in so weit solches das gantze Russische Reich mit Sibirien und der grossen Tatarey in sich begriffet. in Verlegung des Autoris, Stockholm 1730.